# Coeficiente de partição
O coeficiente de partição (k) é definido como a relação das concentrações da substância em um solvente orgânico e em água, dado que ambos os solventes são necessariamente imiscíveis. Para a determinação do valor de k é realizado um experimento no qual se mistura uma quantidade conhecida da substância a um solvente orgânico imiscível em água (n-octanol, clorofórmio, éter etílico, etc) e água. Após a separação das fases orgânica e aquosa, determina-se a
quantidade de substância presente em cada uma das fases. Para se calcular k utiliza-se a seguinte expressão:
{\displaystyle k={\frac {C_{2}}{C_{1}}}}
Onde:
{\displaystyle k} é o coeficiente de partição, este que é adimensional;
{\displaystyle C_{1}}é a concentração de substância na fase aquosa, esta que é medida em mol/L;
{\displaystyle C_{2}}é a concentração de substância na fase orgânica, esta que é medida em mol/L
Entretanto, como a concentração é definida como a quantidade de substância em um determinado volume de solvente, pode-se utilizar apenas as quantidades de substância, assim temos que:
{\displaystyle k={\frac {n_{2}}{n_{1}}}}
Onde:
k é o coeficiente de partição, este que é admensional;
{\displaystyle n_{1}}é a quantidade de substância na fase aquosa, esta que é medida em mol;
{\displaystyle n_{2}}é a quantidade de substância na fase orgânica, esta que é medida em mol
O coeficiente de partição será maior quanto menor for a polaridade da substância. Quanto maior essa relação, com maior facilidade a substância passa através das membranas celulares.